# 台中市公車253路
台中市公車253路，由豐原客運營運，起點為臺中市東勢區東勢，終點為苗栗縣泰安鄉士林村，主要行駛於東崎路。

## 歷史
- 2013年1月1日：移撥為臺中市公車，原為公路客運6579「東勢－雪山坑－士林里」。
- 2021年1月16日：增停「平安地藏堂」站，「竹林」更名為「竹林（東崎路）」。
- 2021年10月15日：增停「白布帆大橋」站。
- 2022年7月7日：新增「圳下」站。[2]
- 2024年8月5日：「雪山橋頭」往士林村方向站牌遷移至雪霸大眾餐廳前（和平區東崎路一段桃山巷73-7號）。[3]
- 2025年5月1日：新增「中雙崎」站。

## 路線基本資料
每日往返各6班次，雙向各46站。
自東勢行駛至士林村。

### 時刻表
- 時刻表僅供參考，請以豐原客運網站公告為準。
- 時刻表更新日期為2025年5月7日。

| 06:30 | 06:15 |
| 09:30 | 07:35 |
| 12:00 | 10:35 |
| 14:50 | 13:05 |
| 16:35 | 15:50 |
| 17:30 | 17:40 |

### 收費
依里程計費，每公里2.5元；刷卡十公里免費。

### 停站
參見右側路線圖

## 外部連結
- 豐原客運官方首頁 （页面存档备份，存于）
- 臺中市公車動態資訊 （页面存档备份，存于）